# ألفرد كورنينغ كلارك
ألفرد كورنينغ كلارك (بالإنجليزية: Alfred Corning Clark I)‏ هو فاعل خير أمريكي، ولد في 14 نوفمبر 1844 في مانهاتن في الولايات المتحدة، وتوفي بنفس المكان في 8 أبريل 1896.

## عائلته
كان ابنًا لإدوارد كابوت كلارك (1811-1882) وكارولين (نيي جوردان) كلارك (1815-1874). جمع والده ثروة كشريك لإسحاق سينجر في شركة سنجر لآلات الخياطة، واستثمرها في مانهاتن، عقارات مدينة نيويورك، وترك 25.000.000 دولار (حوالي 758.103.000 دولار اليوم) من الممتلكات عند وفاته.
كان جده لأمه أمبروز إل جوردان، عضو مجلس الشيوخ عن ولاية نيويورك والذي شغل منصب المدعي العام لولاية نيويورك.